# SENSE (Mr.Children專輯)
《SENSE》，是日本樂團Mr.Children的第16張專輯。2010年12月1日發行。

## 簡介
上張專輯《SUPERMARKET FANTASY》約兩年後發行，是Mr.Children間隔時間最長發行的原創專輯。兩張專輯之間Mr.Children並沒發行一首CD單曲，是除出道迷你專輯《EVERYTHING》之外首次發行完全沒有CD單曲曲目的錄音室專輯。
專輯收錄了2009年配信限定的單曲〈fanfare〉（用作劇場動畫《ONE PIECE FILM 強者天下》的主題曲），以及早就被用作NTT東日本·NTT西日本電視廣告歌曲的〈365日〉。〈Forever〉則是同年公映的Mr.Children音樂紀錄片《Mr.Children / Split The Difference》的片尾曲。
10月19日，就已經公佈了決定發行新專輯的消息。但是除了發售日期和價錢之外，專輯的名稱、封面、曲目等重要信息一直十分保密。11月18日，在電台上限定解禁了〈搖滾永生〉，但又沒有說明這首歌是否這張專輯的收錄曲目。直到正式發售的前兩日，即11月29日，才公開了專輯的全部基本資料，同時也解禁了〈擬態〉一曲。專輯內也公佈了2011年全國巡迴演唱會「Mr.Children Tour 2011 "SENSE"」的消息。
專設了專輯的官方網站「se-n.se」，創新性地使用域名hack。這個網站在專輯的全部資料公開之前就已經建立，裡面有多個廣告影片提示專輯信息的關鍵詞，但還是在資料公開前後才被鄉民發現。
首週銷量50.2萬張。累計銷量約78萬張，自《Q》以來首次未達百萬銷量的原創專輯。

## 收錄曲目
| CD       | CD                       | CD    |
| 曲序     | 曲目                     | 时长  |
| -------- | ------------------------ | ----- |
| 1.       | I                        | 4:09  |
| 2.       | 擬態                     | 5:49  |
| 3.       | HOWL                     | 4:20  |
| 4.       | I'm talking about Lovin' | 5:12  |
| 5.       | 365日                    | 5:37  |
| 6.       | 搖滾永生（）             | 4:49  |
| 7.       | Rosarita（）             | 5:49  |
| 8.       | 蒼                       | 3:45  |
| 9.       | fanfare                  | 6:17  |
| 10.      | 春天（）                 | 5:25  |
| 11.      | Prelude                  | 6:55  |
| 12.      | Forever                  | 4:51  |
| 总时长： | 总时长：                 | 62:57 |

## 外部連結
- SENSE專輯官方網站
- 唱片介紹（页面存档备份，存于） Mr.Children官方網站